# Ichinoseki

Ichinoseki (一関市 Ichinoseki-shi?) este un municipiu din Japonia, prefectura Iwate.